# Dystopia: Road to Utopia
Dystopia: Road to Utopia는 걸 그룹 드림캐쳐의 여섯 번째 미니 앨범이다. 2021년 1월 26일 지니뮤직을 통하여 발매되었다.

## 발매 과정
2021년 1월 11일, 컴백 스케줄러가 공개되면서 드림캐쳐의 1월 26일 컴백이 확정되었다. 다음날 개인 티저 이미지 #1이 공개되었다.
1월 13일, 개인 티저 이미지 #2가 공개되었다.
1월 14일, 앨범 예약판매가 시작되었다. 같은 날, 개인 티저 이미지 #3이 공개되었다.
1월 15일, 그룹 티저 이미지 #1, #2, #3이 공개되었다.
1월 18일, 트랙 리스트가 공개되었다.
1월 19일, 타이틀 곡 Odd Eye의 가사가 일부 공개되었다. 다음 날, Odd Eye의 첫 번째 뮤직비디오 티저가 공개되었다. 1월 22일, Odd Eye의 댄스 프리뷰 영상이 공개되었다.
1월 25일, 두 번째 뮤비 티저가 공개되었다.

## 트랙 리스트
| #            | 제목                     | 작사                     | 작곡                                        | 편곡  | 재생 시간 |
| ------------ | ------------------------ | ------------------------ | ------------------------------------------- | ----- | --------- |
| 1.           | 〈Intro〉                |                          | Ollounder, LEEZ                             | 1:32  |           |
| 2.           | 〈Odd Eye〉              | Ollounder, LEEZ, 1월 8일 | Ollounder, LEEZ                             | 3:04  |           |
| 3.           | 〈바람아 (Wind Blows)〉  | Ollounder, LEEZ          | Ollounder, LEEZ                             | 3:18  |           |
| 4.           | 〈Poison Love〉          | Ollounder, LEEZ          | Ollounder, LEEZ, 엄태원                     | 3:57  |           |
| 5.           | 〈4 Memory〉             | Ollounder, LEEZ, 지유    | Ollounder, LEEZ, 지유                       | 3:08  |           |
| 6.           | 〈시간의 틈 (New Days)〉 | Ollounder, LEEZ, 다미    | Ollounder, LEEZ, 다미, ZENUR, HAKU, GIANNIS | 3:32  |           |
| 7.           | 〈Odd Eye (Inst.)〉      |                          | Ollounder, LEEZ                             | 3:04  |           |
| 총 재생 시간 | 총 재생 시간             | 총 재생 시간             | 총 재생 시간                                | 21:35 |           |